# Ensilage
Ensilage er syregærede, grønne planter, der bruges som foder. Råmaterialet kan være vilde engplanter, kløvergræs, grønhøstet korn (fx havre), roetoppe eller majs. Umiddelbart efter at man har slået afgrøden, bliver den presset let sammen og pakket lufttæt. De iltkrævende åndingsprocesser vil snart have opbrugt al ilt, og i stedet kommer der gang i de anaerobe gæringsprocesser. I princippet svarer ensilering ganske til fremstilling af surkål (tysk: Sauerkraut).
Ved gæringen øges foderets holdbarhed, uden at dets næringsværdi falder betydeligt. Da ensilering er uafhængig af vejret og også kræver mindre arbejdsindsats, er det blevet en meget anvendt metode til fremstilling af vinterfoder.
Gennem det engelske ord Silage ser man sammenhængen mellem ensilage og silo. Ensilage opbevares tit i en plansilo, hvis det ikke ligger i en engangs-bunke på marken.